# Star Wars: Knights of the Old Republic Remake
Pour le jeu vidéo sorti en 2003, voir Star Wars: Knights of the Old Republic.
Star Wars: Knights of the Old Republic Remake est un futur RPG développé par Saber Interactive et édité par Lucasfilm Games, qui sortira sur PlayStation 5 et Windows. Il a été annoncé lors du PlayStation Showcase de septembre 2021,. Le jeu est un remake de Star Wars: Knights of the Old Republic.

## Développement
Il est annoncé au PlayStation Showcase 2021 sur PlayStation 5 et Windows. Il est originellement développé par Aspyr. Néanmoins en 2022, des rumeurs indiquent un développement catastrophique, et le développement est repris par Saber Interactive. En septembre 2023, PlayStation supprime le trailer de sa chaîne YouTube officielle. Toutefois, le jeu serait toujours en développement, comme l'affirme Matthew Karch, directeur de Saber, en avril 2024.